# L'Acrobate
L'Acrobate é um filme canadense de drama erótico de 2019, dirigido por Rodrigue Jean. O filme conta a história de Christophe (Sébastien Ricard) e Micha (Yury Paulau), dois homens que se conhecem em uma unidade vazia de um prédio em construção em Montreal durante uma nevasca, e dão início a um romance, voltando a se encontrarem na mesma unidade vazia. Este é o terceiro na trilogia de filmes de Jean que exploram sexualidade e intimidade emocional, tendo sido precedido por Lost Song e Love in the Time of Civil War.
O filme estreou no Festival Internacional de Cinema de Vancouver de 2019, foi exibido no Festival du nouveau cinéma em outubro do mesmo ano, e teve sua estreia comercial em fevereiro de 2020.